# Dominic Cummings
Dominic Mckenzie Cummings (* 25. listopadu 1971) je britský politický stratég, který byl v letech 2019 a 2020 hlavním poradcem britského premiéra Borise Johnsona.
Mezi lety 2007 a 2014 byl zvláštním poradcem konzervativního poslance a ministra Michaela Govea. V letech 2015 a 2016 byl ředitelem hnutí Vote Leave, které pořádalo kampaň pro brexit v rámci referenda o členství Spojeného království v Evropské unii. Poté, co se stal Boris Johnson premiérem, byl Cummings jeho hlavním poradcem. Jeho vliv byl patrný na rezignaci ministra financí Sajida Javida v únoru 2020.
V květnu 2020 byl aktérem skandálu, když během lockdownu při pandemii covidu-19 cestoval na farmu svých rodičů s příznaky nemoci. Následně 45 konzervativních poslanců podepsalo výzvu na jeho odvolání. Nicméně za Cummingse se postavil sám Johnson. Skandál otřásl důvěrou veřejnosti v odpovědnost vládních politiků vůči vlastním restrikcím. V listopadu 2020 byl odvolán. Následně kritizoval vládu i Johnsona.

## Biografie
Narodil se v Durhamu v roce 1971. V roce 1994 vystudoval historii na Oxfordské univerzitě. Následně tři roky pobýval v Rusku. Pracoval pro společnost, která se snažila zřídit leteckou linku mezi městy Samara a Vídeň.
Od roku 1999 se začal pohybovat v politice. Mezi lety 1999 a 2002 řídil kampaň s názvem No Campaign financovanou zájmovou skupinou Business for Sterling. Šlo o euroskeptickou kampaň proti přijetí eura. V roce 2002 pracoval jako hlavní stratég pro konzervativního vůdce opozice Iaina Duncana Smithe. Po osmi měsících však z pozice odešel a Smithe označil za nekompetentního. V prosinci 2003 spolu s Jamesem Fraynem založil euroskeptický a libertariánský think tank The New Frontiers Foundation. Think tank vydával články o tom, že by Spojené království nemělo směřovat k užší unii s Evropskou unií, a už vůbec ne za cenu ztráty obranných vazeb se Spojenými státy americkými. Think tank dále volal po zrušení cel, reformě OSN, vývoji hypersonických bomb, reformě státní správy a zrušení veřejnoprávní BBC. The New Frontiers Foundation ukončil činnost v březnu 2005.
V roce 2004 byl klíčovou osobou v úspěšné kampani North East Says No (NESNO), která stála proti zřízení regionálního shromáždění. Populistický tón kampaně byl později použit i v kampani za brexit.
V letech 2007 až 2014 pracoval pro konzervativního politika Michaela Govea. Mezi lety 2011 a 2014 byl jeho zvláštním poradcem a šéfem kabinetu na ministerstvu školství, kde byl Gove ministrem. Jeho nominaci mezi lety 2010 a 2011 blokoval Andy Coulson, šéf komunikace Davida Camerona. Coulson kvůli své kauze v lednu 2011 rezignoval a tím se uvolnila cesta pro jmenování Cummingse poradcem Govea. V této funkci Cummings sepsal dlouhý esej s názvem Some thoughts on education and political priorities, ve kterém popsal návrh transformace Spojeného království do jakési meritokratické technopolis. Současně kritizoval vládní politiky Nicka Clegga a Davida Davise. V roce 2012 státní zaměstnankyně získala odškodné ve výši 25 tisíc liber v případu šikany od Cummingse a dalšího člena Goveho týmu. V roce 2014 z funkce poradce odešel.
V roce 2011 si vzal Mary Wakefieldovou, novinářku z The Spectator, do kterého nastoupila v době, kdy byl šéfeditorem Boris Johnson. V roce 2016 se jim narodil syn.
V říjnu 2015 se stal ředitelem kampaně Vote Leave. Coby šéf kampaně mu byl připisován slogan „Vote Leave“. Poté, co voliči v referendu rozhodli o odchodu Spojeného království z EU, byl on a Matthew Elliott označeni za „mozky brexitu“. Následně pracoval jako komunikační stratég pro poskytovate zdravotních služeb Babylon Health.
V roce 2019 dostal pokutu za pohrdání parlamentem, když se nedostavil na slyšení poslaneckého výboru, který prošetřoval dezinformace během kampaně pro brexit. Krátce poté se stal seniorním poradcem pro premiéra Borise Johnsona. V roce 2020 dostal koronavirus a následně způsobil skandál s nedodržováním vládních restrikcí při lockdownu. V listopadu byl odvolán z funkce a jeho místo převzal stratég Isaac Levido.
V roce 2019 ho v televizním filmu Brexit (originální název Brexit: The Uncivil War) ztvárnil herec Benedict Cumberbatch.